# المنظمة الهيدروغرافية الدولية
المنظمة الهيدروغرافية الدولية (بالإنجليزية: International Hydrographic Organization)‏ (بالفرنسية: Organisation hydrographique internationale)‏ هي منظمة دولية تأسست في عام 1921. المنظمة الهيدروغرافية الدولية تأسست كنتيجة للمؤتمرات الدولية في عام 1889.
إن المنظمة الهيدروغرافية الدولية متكونة من دولها الأعضاء بالإدارة خلال المكتب الهيدروغرافي الدولي بالمقر في موناكو. إن وظيفة المنظمة هي تنسيق علم مسح البحار والنشاطات الهيدروغرافية من الدول الأعضاء. المنظمة الهيدروغرافية الدولية بنفسها لا يمكنها السيطرة على الأصول الهيدروغرافية الهامة. أهداف المنظمة منصوصة من بينما دعم الأمن في الملاحة وحماية البيئة البحرية ودعم المنتجات والاستطلاعات الهيدروغرافية المنسقة والموحدة وتحسين تقنيات الدول الأعضاء لإنتاج تلك المنتجات.
تنشر المنظمة الهيدروغرافية الدولية حدود المحيطات والبحار، التي تحد الحدود بين المحيطات. في عام 2000 عرفت المنظمة حدود المحيط المتجمد الجنوبي بشكل رسمي.